# オリヴィエ・エシュアフニ
オリヴィエ・エシュアフニ（Olivier Echouafni, 1972年9月13日 - ）は、フランス・アルプ＝マリティーム県・マントン出身の元サッカー選手、現サッカー指導者。現役時代のポジションはMF（守備的ミッドフィールダー）。

## タイトル

### クラブ
マルセイユ
- ディヴィジオン・ドゥ : 1994-95

### 個人
- UNFP月間最優秀選手（フランス語版） : 2008年5月